# 488-й мотострілецький полк (РФ)
488-й гвардійський мотострілецький Сімферопольський Червонопрапорний, ордена Суворова полк імені Серго Орджонікідзе (488 МСП, в/ч 12721, до 2016 — 61423) — формування мотострілецьких військ Збройних сил Російської Федерації чисельністю у полк. Дислокується у м. Клинці Брянської області. Перебуває у складі 144-ї гвардійської мотострілецької дивізії.
У 1992—2016 роках 34-та дивізія базувалася у м. Єкатеринбург, Центральний військовий округ. У 2009 переформована на 28-му бригаду.
У 2014 році підрозділи бригади брали участь у війні на Донбасі. У червні 2016 року бригада переведена до міста Клинці Брянської області, включена до складу 20-ї загальновійськової армії, а потім переформована на 488-й полк 144-ї гвардійської мотострілецької дивізії.
У 2022 році полк брав участь у повномасштабному вторгненні Росії до України.

## Історія
Після розпаду СРСР у 1992 році 34-та мотострілецька дивізія Радянської армії увійшла до складу Збройних сил РФ.
В/ч 61423 базувалася у 32-му військовому містечку в місті Єкатеринбург, входила до складу Приволзько-Уральського військового округу.

### Друга чеченська війна
1 березня 2009 року 34-та мотострілецька Сімферопольська реорганізована на 28-му окрему мотострілецьку Сімферопольську бригаду. На базі 295-го гвардійського мотострілецького полку 34-ї дивізії сформована 7-ма гвардійська окрема танкова казача бригада.

### Війна на сході України
Відкриті джерела надають інформацію про участь окремих військовослужбовців у бойових діях на Донбасі. З'єднання фіксувалося у прикордонних з Україною районах Ростовської області РФ.
Штаб АТО на брифінгу 11 березня 2015 р. заявив, що частини 28 ОМСБр діють в районі м. Брянка і Стаханова.

### Громадянська війна в Сирії
Відкриті джерела надають інформацію про те, що з'єднання 28 ОМСБр перебувають у Сирії.
2016 року на базі підрозділів 28-ї мотострілецької бригади почалося формування 144-ї мотострілецької дивізії зі штабом у Єльні Смоленської області у складі 1-ї гвардійської танкової армії. Перший ешелон 28-ї бригади прибув до м. Клинці Брянської області 30 травня, а у червні вся бригада передислокована туди, і включена до складу 20-ї загальновійськової армії Західного округу.
На базі 28-ї бригади був сформований 488-й мотострілецький полк. Полк успадкував нагороди, прапор, почесне найменування, історичний формуляр та бойову славу 28-ї мотострілецької бригади. 1 листопада 2016 року полковник Раміль Гілязов вручив прапор командира 28-ї окремої мотострілецької бригади командиру 488-го мотострілецького полку підполковнику Акулову Андрію Михайловичу.

### Російське вторгнення в Україну 2022 року
У 2022 році полк брав участь у повномасштабному вторгненні Росії до України. 5 березня 2022 року Радник міністра МВС України Вадим Денисенко повідомив про те, що бійцям Збройних сил України вдалося «повністю знищити» полк під Харковом. 12 березня речник Оперативного штабу Одеської обласної військової адміністрації Сергій Братчук також повідомив про «повне знищення» полку.
У ході боїв у Курській області 15 серпня 2024 року спецпризначенці Центру спецоперацій «А» СБУ повідомили про взяття в полон 102 військовослужбовців 488 гвардійського мотострілецького полку з Росії та підрозділу «Ахмат». На думку джерела агентства LIGA, це стало наймасовішим одномоментним взяттям ворога в полон за весь час військових дій.

## Командування
- (2013—2014) генерал-майор Мордвічев Андрій Миколайович
- (2016—2019) підполковник Акулов Андрій Михайлович[22].
- (з 2019) полковник Корало Володимир Миколайович.

## Втрати
Із відкритих джерел відомо про щонайменш 21 вбитих біців полку в Україні: